# Alto Tapiche (distrito)
Alto Tapiche é um dos dez distritos que formam a Província de Requena, situada no Departamento de Loreto e pertencente a Região Loreto, no Peru.

## Transporte
O distrito de Alto Tapiche não é servido pelo sistema de estradas terrestres do Peru.